# Enumeracja (informatyka)
Enumeracja – zdobywanie informacji na temat dowolnego systemu lub usługi. Enumeracja najczęściej polega na iterowaniu po zasobach w celu uzyskania dodatkowych informacji. Może być ona wykorzystywana jako nielegalne źródło informacji, w celach diagnostycznych lub podczas testów penetracyjnych.

## Przykłady enumeracji
- Skanowanie portów.
- Odkrywanie zasobów w tzw. głębokim ukryciu[1].
- Enumeracja kont w serwisie internetowym[2] oraz próba użycia hasła z wycieku informacji[3] lub metodą brute force.